# 3sat
3sat er en offentlig, reklamefri tv-kanal i Centraleuropa. Kanalen sender på tysk, hovedsageligt til Tyskland, Østrig og Schweiz. 3sat ejes af tyske ZDF og ARD, ORF i Østrig og SRG SSR idée suisse i Schweiz. Udsendelserne er produceret af alle fire selskaber.
3sat blev etableret i december 1984 for at sende kulturudsendelser via satellit. Stationen blev dannet som et samarbejde mellem ZDF, østrigske ORF og schweiziske SRG SSR idée suisse. I 1990 kom det daværende Deutscher Fernsehfunk fra Østtyskland med i samarbejdet, men blev opløst i 1991 grundet den tyske genforening. ARD kom med i samarbejdet fra 1993.
3sat sender døgnet rundt via satellitten Astra 1, kabel-tv og i Tyskland og Østrig tillige via det digitale jordbaserede sendenet.
| Fjernsyn | Spire Denne artikel om en tv-kanal er en spire som bør udbygges. Du er velkommen til at hjælpe Wikipedia ved at udvide den. |